# 富烯类
富烯类的分子式为C2nH2n，為轮烯的同分异构体之一。 

## List
- 亚甲基环丙烯（Methylenecyclopropene，丙富类，Triafulvene）
- 富烯（Fulvene）
- 庚富烯（Heptafulvene）

## 参看
- 富瓦烯（Fulvalene）
- 富瓦烯类（Fulvalenes）